# Dennis Viollet
Dennis Sydney Viollet (Manchester, 20 settembre 1933 – Jacksonville, 6 marzo 1999) è stato un allenatore di calcio e calciatore inglese, di ruolo attaccante.
Viollet è morto a causa di un tumore al cervello a Jacksonville, Florida.

## Carriera

### Calciatore
Viollet fu uno dei sopravvissuti al disastro aereo di Monaco di Baviera che coinvolse il club inglese del Manchester United che era bordo del velivolo.
Nell'estate 1967 con i Baltimore Bays ottenne il primo posto della Eastern Division della NPSL, qualificandosi così per la finale della competizione, persa poi contro gli Oakland Clippers.

### Allenatore
Nel 1973 viene nominato allenatore dei Baltimore Bays.
Ha allenato i Washington Diplomats dal 1974 al 1977.
Dal 1983 al 1984 è alla guida dei Jacksonville Tea Men.
Nei primi mesi del 1988 allenò i Jacksonville Generals, neonata franchigia di indoor soccer, che partecipò ai play-off per il titolo della American Indoor Soccer Association 1987-1988, rinominati "Challenge Cup", pur non avendo partecipato al campionato regolare, terminando al terzo posto finale. I Generals chiusero la propria esperienza al termine di quella coppa.

## Statistiche

### Cronologia presenze e reti in nazionale
| Cronologia completa delle presenze e delle reti in nazionale ― Inghilterra | Cronologia completa delle presenze e delle reti in nazionale ― Inghilterra | Cronologia completa delle presenze e delle reti in nazionale ― Inghilterra | Cronologia completa delle presenze e delle reti in nazionale ― Inghilterra | Cronologia completa delle presenze e delle reti in nazionale ― Inghilterra | Cronologia completa delle presenze e delle reti in nazionale ― Inghilterra | Cronologia completa delle presenze e delle reti in nazionale ― Inghilterra | Cronologia completa delle presenze e delle reti in nazionale ― Inghilterra |
| Data                                                                       | Città                                                                      | In casa                                                                    | Risultato                                                                  | Ospiti                                                                     | Competizione                                                               | Reti                                                                       | Note                                                                       |
| -------------------------------------------------------------------------- | -------------------------------------------------------------------------- | -------------------------------------------------------------------------- | -------------------------------------------------------------------------- | -------------------------------------------------------------------------- | -------------------------------------------------------------------------- | -------------------------------------------------------------------------- | -------------------------------------------------------------------------- |
| 22-5-1960                                                                  | Budapest                                                                   | Ungheria                                                                   | 2 – 0                                                                      | Inghilterra                                                                | Amichevole                                                                 | -                                                                          |                                                                            |
| 28-9-1961                                                                  | Londra                                                                     | Inghilterra                                                                | 4 – 1                                                                      | Lussemburgo                                                                | Qual. Mondiali 1962                                                        | 1                                                                          |                                                                            |
| Totale                                                                     |                                                                            | Presenze                                                                   | 2                                                                          |                                                                            | Reti                                                                       | 1                                                                          |                                                                            |

## Palmarès

### Club

#### Competizioni nazionali
- Campionato inglese: 3

Manchester United: 1951-1952, 1955-1956, 1956-1957
- Community Shield: 3

Manchester United: 1952, 1956, 1957

### Individuale
- Capocannoniere della Coppa dei Campioni: 1

1956-1957 (9 gol)
- Capocannoniere del campionato inglese: 1

1959-1960 (32 gol)